# Cerc

Elemente geometrice ale unui cerc: centrul este mov, raza roșie, diametrul albastru, iar circumferința neagră.

În geometria euclidiană, cercul este mulțimea tuturor punctelor din plan, egal depărtate de un punct fix numit centru. Distanța comună este denumită de obicei raza cercului.
Cercurile sunt curbe simple închise, care separă astfel planul în două regiuni, interior și exterior. 
Un cerc este un caz particular de elipsă, în care lungimile axelor sunt egale (și deci cele două focare se confundă). Astfel, cercurile sunt, ca și elipsele, conice; mai precis sunt secțiuni ale unui con circular drept cu un plan perpendicular pe axa acestuia.

## Definițiile elementelor unui cerc
- Un arc de cerc este o porțiune dintr-un cerc delimitată de două puncte.
- Un disc este regiunea planului delimitată de un cerc (aflată în interiorul acestuia).
- O rază este un segment de dreaptă care conectează centrul unui cerc cu orice punct de pe acesta. Lungimea acestuia se notează de obicei cu "r" sau "R".
- O coardă este un segment de dreaptă determinat de două puncte de pe cerc.
- Un diametru este o coardă care trece prin centrul cercului. Diametrul este compus din două raze coliniare, lungimea sa fiind de 2R.
- O săgeată este un segment trasat perpendicular pe o coardă, situat între mijlocul corzii și circumferința cercului.
- Un sector de cerc este o parte a discului cuprins între două raze.
- Un segment de cerc este o regiune a discului delimitată de un arc de cerc și o coardă care au extremități comune.
- Un unghi la centru este un unghi format de două raze ale cercului.

## Calcule analitice

### Aria discului  de cerc
{\displaystyle A=\pi \cdot r^{2}={\frac {\pi \cdot d^{2}}{4}}}
unde A este aria cercului, r este raza cercului, d este diametrul cercului,  {\displaystyle \pi } este o constantă matematică.

### Circumferința cercului
{\displaystyle c=\pi D=2\pi \cdot r}

### Aria unui sector de cerc
{\displaystyle A_{sect}={\frac {\pi \cdot r^{2}\cdot n}{360}}}
unde Asect este aria sectorului de cerc, r este raza cercului, n este măsura unghiului sectorului de cerc măsurat in grade, iar {\displaystyle \pi } este o constantă matematică.

### Lungimea unui arc de cerc
{\displaystyle L_{arc}={\frac {\pi \cdot r\cdot n}{180}}}
unde Larc este lungimea arcului de cerc, r este raza cercului, n este măsura unghiului sectorului de cerc măsurat în grade, iar {\displaystyle \pi } este o constantă matematică.

### Ecuații

#### Coordonate carteziene

Cerc cu raza r = 1, centru (a, b) = (1.2, -0.5)

Într-un sistem de coordonate x-y, cercul cu centrul (a, b) și raza r reprezintă mulțimea tuturor punctelor (x, y) astfel încât
{\displaystyle \left(x-a\right)^{2}+\left(y-b\right)^{2}=r^{2}.}
Această ecuație rezultă din teorema lui Pitagora aplicată la orice punct de pe circumferința: raza este ipotenuza unui triunghi dreptunghic, a cărui catene au lungimile  x - a și y - b. Dacă cercul are centrul în origine (0, 0), atunci ecuația se simplifică la
{\displaystyle x^{2}+y^{2}=r^{2}.\!\ }
Această ecuație poate fi scrisă și parametric folosind funcțiile trigonometrice sinus și cosinus:
{\displaystyle x=a+r\,\cos t,\,\!}
{\displaystyle y=b+r\,\sin t\,\!}
unde t este o variabilă parametrică, fiind interpretată geometric ca unghiul format de raza care unește punctul (x,y) cu originea (0,0)  cu axa x. O parametrizare rațională este:
{\displaystyle x=a+r{\frac {1-t^{2}}{1+t^{2}}}}
{\displaystyle y=b+r{\frac {2t}{1+t^{2}}}.}
În coordonate omogene, fiecare secțiune conică cu ecuația cercului este de forma:
{\displaystyle \ ax^{2}+ay^{2}+2b_{1}xz+2b_{2}yz+cz^{2}=0.}
Poate fi demonstrat că o secțiune conică poate fi un cerc doar dacă punctele I(1: i: 0) și J(1: −i: 0) sunt în secțiunea conică. Aceste puncte mai sunt numite puncte circulare la infinitate.

#### Coordonate polare
În coordonate polare, ecuația cercului este:
{\displaystyle r^{2}-2rr_{0}\cos(\theta -\varphi )+r_{0}^{2}=a^{2}\,}
unde a este raza cercului, r0 este distanța de la origine la centrul cercului, și φ este unghiul măsurat trigonometric de la axa x la dreapta care conectează originea cu centrul cercului. Pentru un cerc cu centrul în origine, r0 = 0, aceasta se reduce la r = a. Cand r0 = a, sau când originea este pe cerc, ecuația devine
{\displaystyle r=2a\cos(\theta -\varphi )}.
În cazul general, ecuația poate fi rezolvată pentru r: 
{\displaystyle r=r_{0}\cos(\theta -\varphi )+{\sqrt {a^{2}-r_{0}^{2}\sin ^{2}(\theta -\varphi )}}},
soluția cu un semn minus în fața rădăcinii pătrate având aceeași curbă.

#### Planul complex
În  un cerc cu centrul în c și raza (r) are ecuația {\displaystyle |z-c|^{2}=r^{2}\,}. În forma parametrică poate fi scrisă {\displaystyle z=re^{it}+c\!}.
Ecuația generalizată {\displaystyle pz{\overline {z}}+gz+{\overline {gz}}=q} pentru p real, q real și g complex este numită uneori cercul generalizat. Aceasta devine ecuația de mai sus cu {\displaystyle p=1,\ g={\overline {c}},\ q=r^{2}-|c|^{2}}, deoarece {\displaystyle |z-c|^{2}=z{\overline {z}}-{\overline {c}}z-c{\overline {z}}+c{\overline {c}}}. Nu toate cercurile generalizate sunt chiar cercuri: un cerc generalizat este fie un cerc, fie o dreaptă.
OBSERVATII:
1) Dreapta intersectează cercul în două puncte, M1 și M2, scrise concentrat  M1,2. În consecință, ecuația:
{\displaystyle r=r_{0}\cos {(\theta -\varphi )}+{\sqrt {a^{2}-r_{0}^{2}\sin ^{2}{(\theta -\varphi )}}}}
se scrie corect astfel:
{\displaystyle r_{1,2}=R\left[-s\cdot \cos {(\theta -\epsilon )}\pm {\sqrt {\left[1-\left[s\cdot \sin {(\theta -\epsilon )}\right]^{2}\right]}}\right]=R\cdot rex_{1,2}\left[\theta ,S(s,\epsilon )\right],}
care sunt cele două determinări ale funcției supermatematice circulare excentrice radial excentrică de variabilă excentrică θ ṣi de excentru S(s,ε). În care, excentricitatea reală este e și excentricitatea numerică este s = e/R.Coordonatele polare ale excentrului E sunt e si ε, iar ale excentrului S sunt s si ε.
Pentru semnul plus, din fața radicalului, se obține intersecția cercului de raza R cu semidreapta pozitivă, turnantă în jurul punctului E(e,ε),iar pentru semnul minus se obține intersecția cu semidreapta negativă.Din S, în aceleași condiții, se obțin intersecțiile dreptei turnante în jurul lui S cu cercul unitate. Toate acestea, în condiția în care excentrele sunt interioare discurilor circulare respective, de rază R si, respectiv 1. Adică, pentru e < R și s < 1.În caz contrar, adică e > R și s > 1, se obțin patru determinări: câte două pe fiecare semidreaptă.
Pentru e < R, cele două puncte se rotesc pe cerc în același sens cu dreapta generatoare turnantă în jurul excentrelor E și S, adică în sens trigonometric, iar pentru e > R sau s > 1, cele două puncte, de pe aceeași semidreaptă se rotesc în sensuri opuse, iar funcția rexθ, ca toate celelalte funcții circulare excentrice, exista numai în domeniul în care drepta generatoare intersectează cercul.
2) În aceste condiții, definiția cercului poate fi extinsă: Cercul este locul geometric al punctelor din plan pentru care distanța de la un punct oarecare din plan, denumit excentru E, variază după funcția {\displaystyle r=R\cdot rex\left[\theta ,S(s,\epsilon )\right]}.
Dacă E si S coincid cu centrul cercului O(0,0), atunci e = s = 0 și {\displaystyle rex\left[\theta ,S(s,\epsilon )\right]=1} astfel că {\displaystyle r=R,} obținându-se definiția veche.

#### Tangența la cerc
Tangenta printr-un punct P este perpendiculară la diametrul care trece prin P. Dacă P = (x1, y1) și cercul are centrul (a, b) și raza r, atunci tangenta este perpendiculară pe dreapta care unește (a, b) cu (x1, y1), astfel are forma (x1−a)x+(y1−b)y = c. Evaluând la (x1, y1) determină valoarea lui c și ecuația tangentei este
{\displaystyle (x_{1}-a)x+(y_{1}-b)y=(x_{1}-a)x_{1}+(y_{1}-b)y_{1}\!}
sau
{\displaystyle (x_{1}-a)(x-a)+(y_{1}-b)(y-b)=r^{2}\!}.
Daca y1≠b atunci panta acestei drepte va fi
{\displaystyle {\frac {dy}{dx}}=-{\frac {x_{1}-a}{y_{1}-b}}}.
Aceasta poate fi aflată și folosind diferențierea.
Când centrul cercului este la origine atunci ecuația tangentei devine
{\displaystyle x_{1}x+y_{1}y=r^{2}\!},
și panta ei va fi
{\displaystyle {\frac {dy}{dx}}=-{\frac {x_{1}}{y_{1}}}}.

### Diferite formule
| Formule ale cercului                                 | Formule ale cercului |
| ---------------------------------------------------- | --- |
| Lungimea cercului                                    | {\displaystyle L=2\pi r=\pi d} |
| Suprafața cercului                                   | {\displaystyle A=\pi r^{2}={\frac {\pi }{4}}d^{2}=4\int _{0}^{r}{\sqrt {r^{2}-x^{2}}}\mathrm {d} x} |
| Suprafața inelului unui cerc                         | {\displaystyle A=\pi (r_{a}^{2}-r_{i}^{2})} |
| Lungimea unui arc de cerc                            | {\displaystyle L_{B}=2\pi r{\frac {\alpha }{360^{\circ }}}} |
| Suprafața unui sector circular                       | {\displaystyle A_{\mathrm {SK} }={\frac {\alpha }{360^{\circ }}}\pi r^{2}} |
| Suprafața unui segment circular                      | {\displaystyle A_{\mathrm {SG} }=r^{2}\left({\frac {\pi \alpha }{360^{\circ }}}-\sin {\frac {\alpha }{2}}\cos {\frac {\alpha }{2}}\right)={\frac {r^{2}}{2}}\cdot \left(\alpha '-\sin \alpha '\right)} |
| Lungimea unei corzi                                  | {\displaystyle l_{\mathrm {KS} }=2r\sin {\frac {\alpha }{2}}} |
| Înalțimea segmentului circular                       | {\displaystyle h=r-r\cos {\frac {\alpha }{2}}} |
| Momentul de inerție (al discului în jurul centrului) | {\displaystyle J={\frac {1}{2}}mr^{2}} |

## Proprietăți

### Unghiuri înscrise
Un unghi înscris este jumătate din unghiul corespunzător central. Prin urmare, toate unghiurile înscrise care subîntind același arc sunt egale. Unghiurile înscrise care subîntind împreună un diametru sunt suplementare. În particular, fiecare unghi înscris care subîntinde un diametru este un unghi drept.

### Teoreme

- Teorema corzii stipulează că dacă două corzi, CD și EB, se intersectează în A, atunci CA*DA = EA*BA.
- Dacă o tangentă de la un punct exterior D intersectează cercul în C și o secantă din același punct D intersectează cercul în G și E, atunci DC2 = DG * DE.
- În cazul în care două secante, DG și DE, intersectează cercul în H și F, apoi DH * DG = FD*DE.
- Unghiul dintre o tangentă și o coardă este egal cu o jumătate din unghiul subîntins pe partea opusă a coardei.
- Dacă unghiul subîntins de coardă la centru este de 90 de grade, atunci l = √2 × R, unde l este lungimea corzii și R este raza cercului.
- Dacă două secante sunt înscrise în cerc precum în desenul alăturat, măsura unghiului A este egal cu jumătate din diferența măsurilor arcelor mici (DE și BC).